# 玉名中継局
玉名中継局は、熊本県玉名市にあるテレビ放送の中継局である。TKUテレビ熊本のみ単独で50メートル弱の鉄塔を設置している珍しい中継所でもある。民放のデジタルテレビ送信塔は、新たに造られずこのTKUテレビ熊本の送信塔のふもとに付けられている。

## 概要
- 中継局名：玉名中継局（TKU以外の局は天水中継局から名称変更）
- 所在地：熊本県玉名市横島町横島字京泊 外平山（ほかびらやま）

## 沿革
- 1976年（昭和51年）9月22日 - NHK熊本放送局 総合テレビ開局（教育テレビは開局せず。）
- 1976年（昭和51年）9月22日 - TKUテレビ熊本 開局
- 1982年（昭和57年）1月6日 - RKK熊本放送 開局
- 1988年（昭和63年）1月8日 - KKTくまもと県民テレビ 開局
- 1997年（平成9年）7月8日 - KAB熊本朝日放送 開局

## 送信設備

### 地上デジタルテレビジョン放送
| リモコン 番号 | 放送局名           | 物理 チャンネル | 空中線 電力 | ERP | 偏波面   | 放送対象地域 | 放送区域 内世帯数 | 運用開始日   |
| ------------- | ------------------ | --------------- | ----------- | --- | -------- | ------------ | ----------------- | ------------ |
| 1             | NHK 熊本総合       | 28              | 1W          | 11w | 水平偏波 | 熊本県       | 3,376世帯         | 2009年8月1日 |
| 2             | NHK 熊本Eテレ      | 24              | 1W          | 11w | 水平偏波 | 全国放送     | 3,376世帯         | 2009年8月1日 |
| 3             | RKK 熊本放送       | 41              | 1W          | 11w | 水平偏波 | 熊本県       | 3,376世帯         | 2009年8月1日 |
| 4             | KKT 熊本県民テレビ | 47              | 1W          | 11w | 水平偏波 | 熊本県       | 3,376世帯         | 2009年8月1日 |
| 5             | KAB 熊本朝日放送   | 49              | 1W          | 11w | 水平偏波 | 熊本県       | 3,376世帯         | 2009年8月1日 |
| 8             | TKU テレビ熊本     | 42              | 1W          | 11w | 水平偏波 | 熊本県       | 3,376世帯         | 2009年8月1日 |

※この受信チャンネルは熊本県玉名郡玉東町にある玉東中継局及び熊本市の金峰山送信所と同一チャンネルである。
※NHK熊本放送局のNHK教育テレビジョンはデジタル新局として開局した。
- 試験放送は、2009年（平成21年）7月1日から7月31日まで全局実施された。
- 2009年（平成21年）6月25日、九州総合通信局より玉名中継局に地上デジタルテレビジョンの予備免許が付与された。
- 主な受信地域：熊本県　熊本市西区・玉名市及び玉名郡玉東町の各一部

### 地上アナログテレビジョン放送 出力：10W
- NHK熊本 総合 53ch
- RKK熊本放送 55ch
- KKT熊本県民テレビ 58ch
- KAB熊本朝日放送 43ch
- TKUテレビ熊本 50ch

※NHK熊本放送局のNHK教育テレビジョンは、未開設。
※地上アナログテレビジョン放送は、2011年（平成23年）7月24日までに全局放送終了。
座標: 北緯32度52分52秒 東経130度33分45秒 / 北緯32.88117度 東経130.56247度